# Trophée NHK 1989
Navigation
Édition précédente Édition suivante
Le Trophée NHK (en anglais : NHK Trophy) est une compétition internationale de patinage artistique qui se déroule au Japon au cours de l'automne. Il accueille des patineurs amateurs de niveau senior dans quatre catégories: simple messieurs, simple dames, couple artistique et danse sur glace.
Le onzième Trophée NHK est organisé du 23 au 26 novembre 1989 à Kōbe.

## Résultats

### Messieurs
| Rang | Nom               | Pays             | Points | Prog. court | Prog. libre |
| ---- | ----------------- | ---------------- | ------ | ----------- | ----------- |
| 1    | Viktor Petrenko   | Union soviétique | 1.5    | 1           | 1           |
| 2    | Alexandre Fadeïev | Union soviétique | 4.0    | 2           | 3           |
| 3    | Kurt Browning     | Canada           | 5.5    | 7           | 2           |
| 4    | Erik Larson       | États-Unis       | 5.5    | 3           | 4           |
| 5    | Jung Sung-il      | Corée du Sud     | 8.0    | 4           | 6           |
| 6    | Tatsuya Fujii     | Japon            | 9.5    | 5           | 7           |
| 7    | Matthew Hall      | Canada           | 12.0   | 14          | 5           |
| 8    | Masakazu Kagiyama | Japon            | 13.0   | 8           | 9           |
| 9    | Zhang Shubin      | Chine            | 14.0   | 12          | 8           |
| 10   | Mitsuhiro Murata  | Japon            | 15.0   | 6           | 12          |
| 11   | Éric Millot       | France           | 16.5   | 13          | 10          |
| 12   | Ralph Burghart    | Autriche         | 16.5   | 11          | 11          |
| 13   | Cameron Medhurst  | Australie        | 17.5   | 9           | 13          |
| 14   | David Liu         | Taipei chinois   | 19.0   | 10          | 14          |

### Dames
| Rang | Nom                    | Pays                 | Points | Prog. court | Prog. libre |
| ---- | ---------------------- | -------------------- | ------ | ----------- | ----------- |
| 1    | Midori Ito             | Japon                | 1.5    | 1           | 1           |
| 2    | Kristi Yamaguchi       | États-Unis           | 3.5    | 3           | 2           |
| 3    | Tonia Kwiatkowski (en) | États-Unis           | 4.0    | 2           | 3           |
| 4    | Carola Wolff           | Allemagne de l'Ouest | 7.5    | 5           | 5           |
| 5    | Stefanie Schimid       | Suisse               | 8.0    | 4           | 6           |
| 6    | Junko Yaginuma         | Japon                | 8.5    | 9           | 4           |
| 7    | Mari Asanuma           | Japon                | 11.0   | 6           | 8           |
| 8    | Lu Chen                | Chine                | 12.0   | 10          | 7           |
| 9    | Tamara Téglássy        | Hongrie              | 13.0   | 8           | 9           |
| 10   | Tanya Bingert          | Canada               | 14.5   | 7           | 11          |
| 11   | Lee Eun-Hee            | Corée du Sud         | 16.0   | 12          | 10          |
| 12   | Yvonne Pokorny         | Autriche             | 17.5   | 11          | 12          |

### Couples
| Rang | Nom                                  | Pays             | Points | Prog. court | Prog. libre |
| ---- | ------------------------------------ | ---------------- | ------ | ----------- | ----------- |
| 1    | Ekaterina Gordeeva / Sergueï Grinkov | Union soviétique | 1.5    | 1           | 1           |
| 2    | Larisa Seleznyova / Oleg Makarov     | Union soviétique | 3.0    | 2           | 2           |
| 3    | Christine Hough / Doug Ladret        | Canada           | 4.5    | 3           | 3           |
| 4    | Kristi Yamaguchi / Rudy Galindo      | États-Unis       | 6.0    | 4           | 4           |
| 5    | Paula Visingardi / Jason Dungjen     | États-Unis       | 7.5    | 5           | 5           |
| 6    | Danielle Carr / Stephen Carr         | Australie        | 9.0    | 6           | 6           |

### Danse sur glace
| Rang | Nom                                  | Pays             | Points | Danse imposée | Danse originale | Danse libre |
| ---- | ------------------------------------ | ---------------- | ------ | ------------- | --------------- | ----------- |
| 1    | Marina Klimova / Sergueï Ponomarenko | Union soviétique | 2.0    | 1             | 1               | 1           |
| 2    | Oksana Grichtchouk / Ievgueni Platov | Union soviétique | 4.0    | 2             | 2               | 2           |
| 3    | Jo-Anne Borlase / Martin Smith       | Canada           | 6.0    | 3             | 3               | 3           |
| 4    | Ivana Strondalova / Milan Brzy       | Tchécoslovaquie  | 8.0    | 4             | 4               | 4           |
| 5    | Lynn Burton / Andrew Place           | Royaume-Uni      | 10.0   | 5             | 5               | 5           |
| 6    | Kaoru Takino / Kenji Takino          | Japon            | 12.0   | 6             | 6               | 6           |
| 7    | Luyang Liu / Xiaolei Zhao            | Chine            | 14.0   | 7             | 7               | 7           |
| 8    | Ayako Higashino / Tatsuro Matsumura  | Japon            | 16.0   | 8             | 8               | 8           |
| 9    | Yun Hee Park / Jong Hyun You         | Corée du Sud     | 18.0   | 9             | 9               | 9           |

## Source
- Patinage Magazine N°20 (Décembre 1989/Janvier-Février 1990)